# El Palmar Campo Agrícola Experimental
El Palmar Campo Agrícola Experimental är en ort i Mexiko.   Den ligger i kommunen Tezonapa och delstaten Veracruz, i den sydöstra delen av landet, 270 km öster om huvudstaden Mexico City. El Palmar Campo Agrícola Experimental ligger 137 meter över havet och antalet invånare är 409.
Terrängen runt El Palmar Campo Agrícola Experimental är varierad. Runt El Palmar Campo Agrícola Experimental är det ganska tätbefolkat, med 56 invånare per kvadratkilometer. Närmaste större samhälle är Cosolapa, 13,0 km nordost om El Palmar Campo Agrícola Experimental. I omgivningarna runt El Palmar Campo Agrícola Experimental växer huvudsakligen savannskog.